# Cocodril nan
El cocodril nan (Osteolaemus tetraspis) és una espècie de sauròpsid crocodilià de la família Crocodylidae. És l'espècie més petita de cocodril; viu en rius i aiguamolls dels països de l'Àfrica occidental i central amb riba al golf de Guinea.
S'alimenta de petits mamífers, com rosegadors, que s'acosten a l'aigua on viu, així com insectes aquàtics i amfibis. Normalment és solitari i es camufla gràcies a la variació de diversos colors grisencs i verdosos que té a la seva pell. Els cocodrils nans africans són els més petits del món i la major part mai no creixen més enllà de 1,5 metres.
Està distribuït per tot l'oest d'Àfrica i costes de Sierra Leone. Pocs cops ataca a l'home i els nadius els maten per menjar-se'ls i vendre'ls per la seva pell, de la qual se'n fabriquen estris com carteres o bosses.
El 2008 se'n va descobrir una nova espècie al Gabon, amb un haplotip diferent, a les coves d'Abanda. Un terç dels individus tenen la particularitat de tenir la pell ataronjada en comptes de grisa.